# Le Délit français
Le Délit français, ou plus simplement Le Délit est le seul journal francophone de l'Université McGill au Canada. Il a été créé en 1977 pour donner une voix aux étudiants de langue française. Le Délit est distribué gratuitement sur le campus de l'Université McGill tous les mercredis.
Tous les numéros sont gratuits et disponibles à différents points sur le campus du centre-ville de Montréal.
Le Délit est fondateur et membre de la Presse universitaire canadienne (en) (PUC), membre du Carrefour international de la presse universitaire francophone (CIPUF) et membre fondateur de la Presse Étudiante Francophone du Québec (PrEf). Le journal est indépendant de l’administration de l’université et de l'Association étudiante de l’Université McGill (AÉUM).

## Histoire

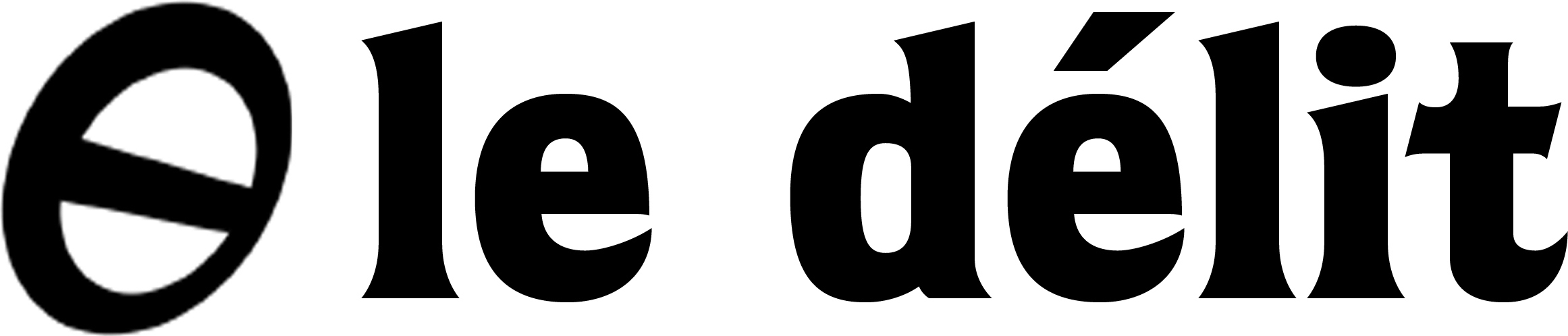
Logo avant 2014

À l'origine réservée à une section du McGill Daily, la participation francophone à la presse universitaire s’est concrétisée grâce au lancement du Délit le 1er septembre 1977. Le journal existe maintenant sous la Société des Publications du Daily (DPS) aux côtés du McGill Daily.
Menacé de disparaître en 2022, le financement du journal est maintenu après un vote de 67,7 % lors d'un référendum étudiant.

## Organisation

### Sections
Le journal est divisé en 4 sections, en plus d'une page d'éditorial:
1. Actualités : Inclut des nouvelles localisées au niveau du campus de l'Université McGill, de Montréal, mais aussi provinciales, nationales et internationales.
2. Société : Inclut des enquêtes, des articles d'opinion, des chroniques ainsi que les lettres aux éditeurs.
3. Culture : Inclut des critiques de films, de théâtre, de musique, d'expositions. La section Culture accueille aussi quelques chroniques.
4. Section tournante : Changeant de thème ponctuellement, la section tournante a déjà été une section Sports, une section Innovations, une section Philosophie, une section Vie nocturne, une section Au féminin, une section Environnement et est actuellement nommée Bien-être.

### Équipe éditoriale

#### Participation
Les membres de l’équipe ont contribué au journal au titre de "contributeurs" avant d’être élus. Tous les membres de la communauté mcgilloise sont invités à participer à la production du Délit.

### Financement
Le journal est financé en majeure partie par les étudiants de McGill, par leur contribution à la Société des Publications du Daily (SPD) qui s'élève à 7,5$ par semestre. Certains revenus publicitaires permettent également au journal de maintenir sa production.

## Prix
En 2016, Le Délit est nommé "meilleur journal étudiant universitaire" en recevant Le Devoir de la presse étudiante ex aequo avec l'Artichaut de l'UQAM pour l'ensemble de ses publications au cours de l'année 2015 - 2016. Ce prix, décerné par "Les Amis du Devoir" — organisation rattachée au quotidien québécois Le Devoir —, est un concours de journalisme destiné aux étudiants de niveau collégial et universitaire.